# Anti-Access/Area Denial

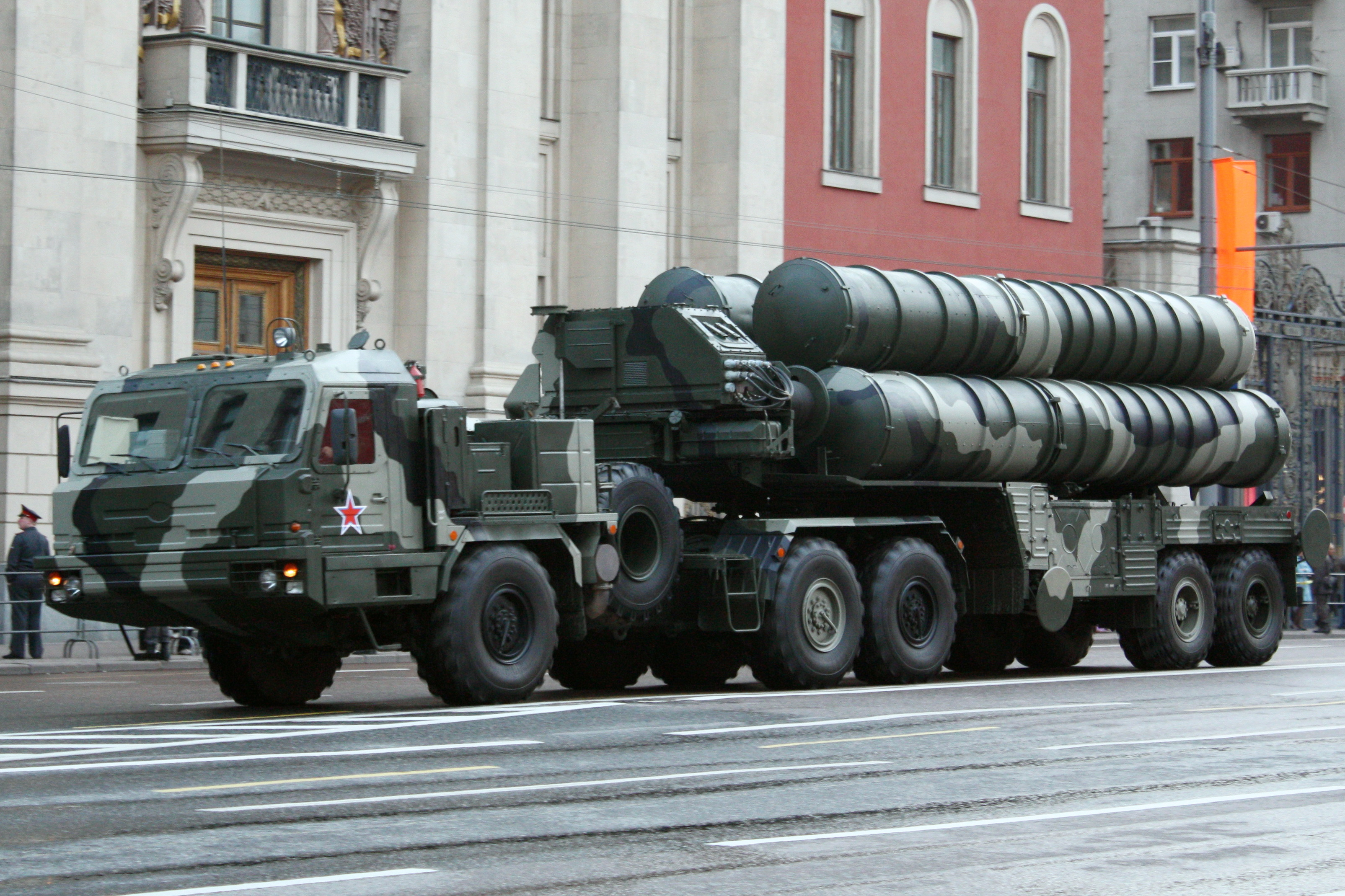
S-400-Triumf-Flugabwehrsystem der russischen Streitkräfte (während Übung zur Siegesparade)

Anti-Access/Area Denial (Abkürzung: A2/AD, engl. für „Verwehrung des Zugangs/Verweigerung des Gebiets“) ist ein militärisches Konzept, das darauf abzielt, gegnerischen Streitkräften den Zutritt zu einem Operationsraum zu verwehren (Anti Access) oder ihre Freiheit der Einsatzbewegung innerhalb dieses Raums einzuschränken (Area Denial).

## Geschichte
Die Wurzeln des A2/AD-Konzepts reichen bis in die 1950er Jahre zurück, als erste Raketen- und Minensperren entwickelt wurden. In den 1970er und 1980er Jahren integrierten Seestreitkräfte zunehmend U-Jagd-Flugkörper und Langstreckenflugabwehrsysteme zur Absicherung maritimer Sperrzonen, und nach dem Kalten Krieg nahm die Bedeutung von A2/AD für die Volksbefreiungsarmee Chinas und die russische Militärdoktrin stark zu.

## Definitionen

### Anti-Access
Anti-Access (Zugangssperre) bezeichnet Maßnahmen, die verhindern, dass gegnerische Streitkräfte überhaupt in ein Einsatzgebiet eindringen können. Typische Mittel:
- Boden- oder Seegestützte Langstreckenraketen
- Cyber- und elektronische Störmaßnahmen
- Minenfelder vor Häfen und Flugplätzen.[1]

### Area Denial
Area Denial (Gebietsverweigerung) zielt darauf ab, die Bewegungsfreiheit des Gegners innerhalb eines bereits besetzten Raums einzuschränken. Dazu gehören:
- Flugabwehrsysteme mittlerer und kurzer Reichweite
- Seezielflugkörper an der Küste
- Sensor- und Aufklärungssysteme
- Panzerabwehrrichtminen wie das Deutsche Modell 22.[2][1]

## Beispiele
- Volksrepublik China: Einsatz von DF-21D-Anti-Schiffsraketen und HQ-9-Luftabwehr
- Russische Föderation: Kalibr-Marschflugkörper, S-400-Flugabwehrsystem
- Iran: Küstenbatterien mit C-802-Raketen in der Straße von Hormus.[3]

### Eingesetzte Area-Denial-Waffen
| Waffentyp                 | Reichweite  | Bemerkungen                         |
| ------------------------- | ----------- | ----------------------------------- |
| Seemine                   | 0,2–2 km    | Weit verbreitet, preisgünstig       |
| DF-21D Anti-Schiffsrakete | ca. 1450 km | Gleitzielrakete mit Terminalmanöver |
| S-400 Flugabwehrsystem    | bis 400 km  | hochgradig mobil, Mehrfachradare    |

## Gegenmaßnahmen
- Elektronische Kampfführung (Störung und Täuschung von Radarsystemen)
- Präzisionsbombardements oder Marschflugkörperangriffe auf Sperrmittel
- Air-Sea Battle-Konzept zur koordinierten Luftraum- und Marinedominanz.[4]

## NATO-Strategien zu Kaliningrad

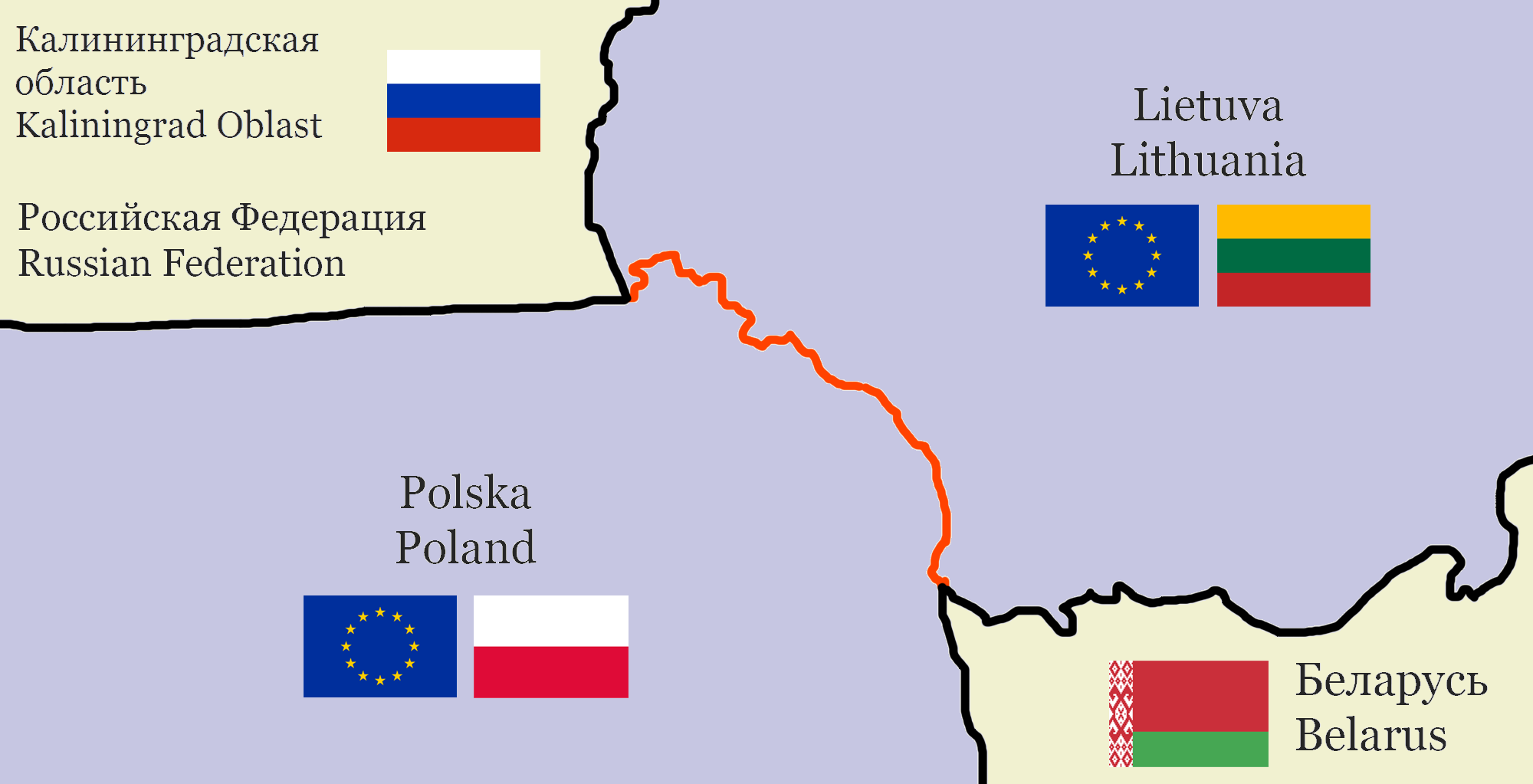
Lage der Exklave Kaliningrad und Suwałki-Lücke

An der Nordostflanke hat die NATO in den letzten Jahren spezielle Abschreckungs- und Überwachungsmaßnahmen entwickelt, um der A2/AD-Strategie Russlands in der Exklave Kaliningrad zu begegnen:
- Eastern Flank Deterrence Line: Stärkung bodengestützter Fähigkeiten zur Auflösung von A2/AD-Sperrzonen an Land.[5]
- Langstreckenaufklärung aus der Luft: RC-135W- und RC-135V-Aufklärungsflugzeuge fliegen regelmäßig Zangenmanöver um Kaliningrad.[6]
- Interoperable Datenfusion und KI-Unterstützung: Einsatz des Palantir Maven Smart System zur Vernetzung von Sensoren und Waffensystemen.[7]